# السقیفة
السقیفة اثر معروف جوهری بصری (وفات ۳۲۳ هجری قمری در بصره) کتابی دربارهٔ رویداد سقیفه و برخی حوادث دیگر مانند ماجرای فدک و رویدادهای دوران خلافت عمر بن خطاب است. ابن ابی الحدید در موضوع سقیفه، بیشترین نقل را از این کتاب دارد. احمد بن طاووس نیز از این کتاب استفاده و از روایات آن نقل کرده‌است. نام کتاب براساس منابع دست اول، «السقیفة» بوده، اما ابن ابی الحدید در بخش حوادث فدک ظاهراً به نام کتاب اشاره نکرده، بلکه به موضوع توجه نموده‌است. احتمال زیادی وجود دارد که جوهری این اخبار را از یک یا دو کتاب ابن شبّه به نام‌های کتاب المدینة و کتاب امراء المدینة نقل کرده‌باشد. مجموعه روایات ابن ابی الحدید از جوهری با نام السقیفة و فدک در سال ۱۴۰۱ هجری قمری در تهران منتشر شد.